# Suze Boschma-Berkhout

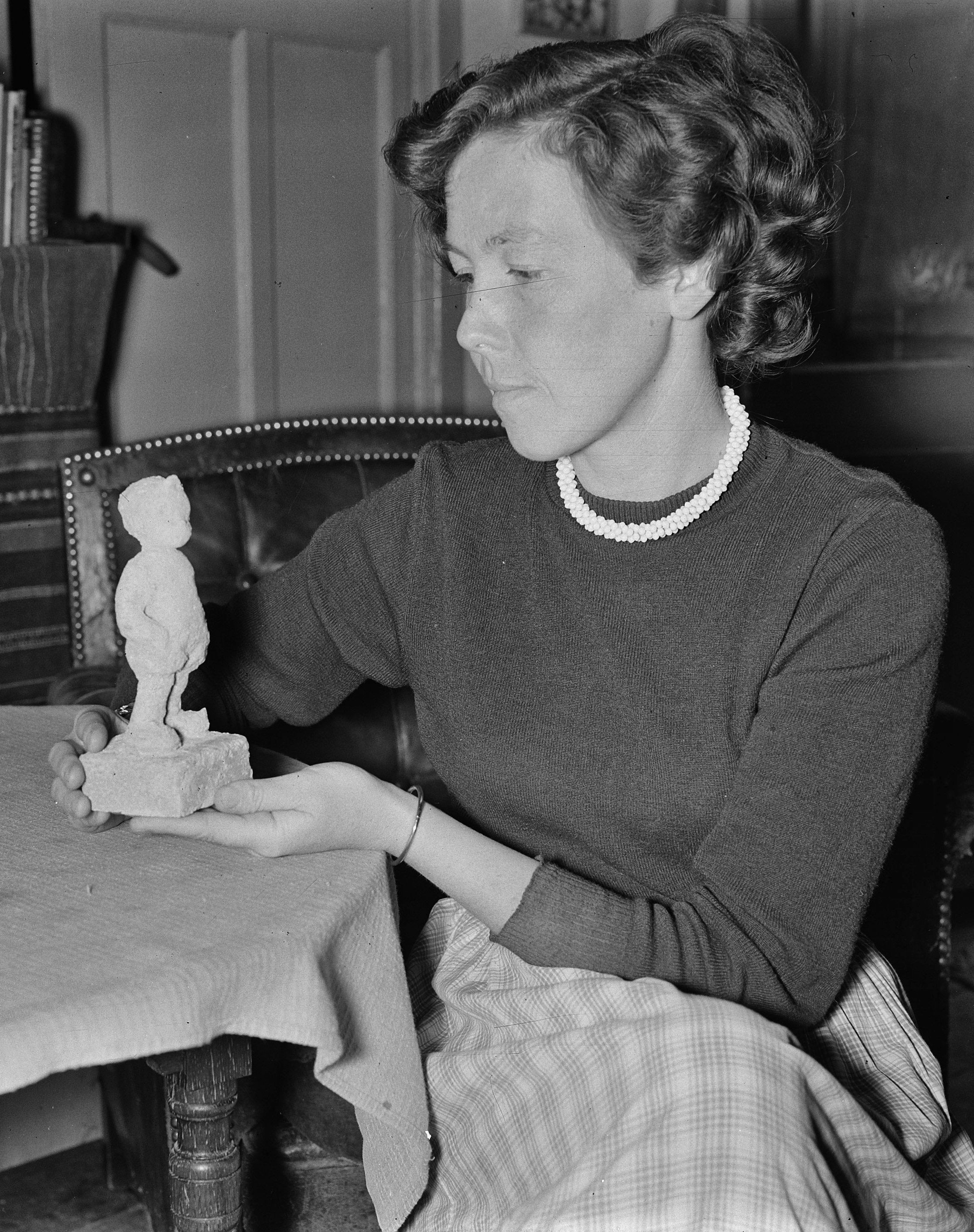
Suze Boschma-Berkhout, 1954

Susanna „Suze“ Catharina Boschma-Berkhout (* 31. Mai 1922 in Indramayu, Java; † 2. Juli 1997 in Alphen aan den Rijn) war eine niederländische Bildhauerin.

## Leben
Suze Berkhout war die Tochter des Wasserbauingenieurs und späteren Chefingenieurs Frans Marie Christoffel Berkhout (1896–1985) und von Clara Maria Francisca van Loon (1897–1980), die aus einer friesischen Notarfamilie stammte. Ihr Urgroßvater war Fabrikant und in der friesischen Sprachbewegung aktiv. Ihre Eltern hatten 1921 in Den Haag geheiratet und gingen dann nach Indonesien, seinerzeit die Kolonie Niederländisch-Indien. Sie wuchs mit ihrem jüngeren Bruder Henk in Indramayu und Cirebon in der Provinz Jawa Barat auf. Nach der Scheidung der Eltern 1933 reiste sie mit ihrer Mutter und ihrem Bruder Henk nach Alphen aan den Rijn. 1934 verheiratete sich ihre Mutter in Den Haag mit dem indischen Assistenzarzt Anton Gerhard Deelman (1895–1975) und zog mit ihm nach Bandung auf Java. Beide Eltern überlebten die japanische Besatzung und kehrten 1946 in die Niederlande zurück. Ihr Vater wurde 1954 Professor in Delft.

Bartje, 1954 und 1981
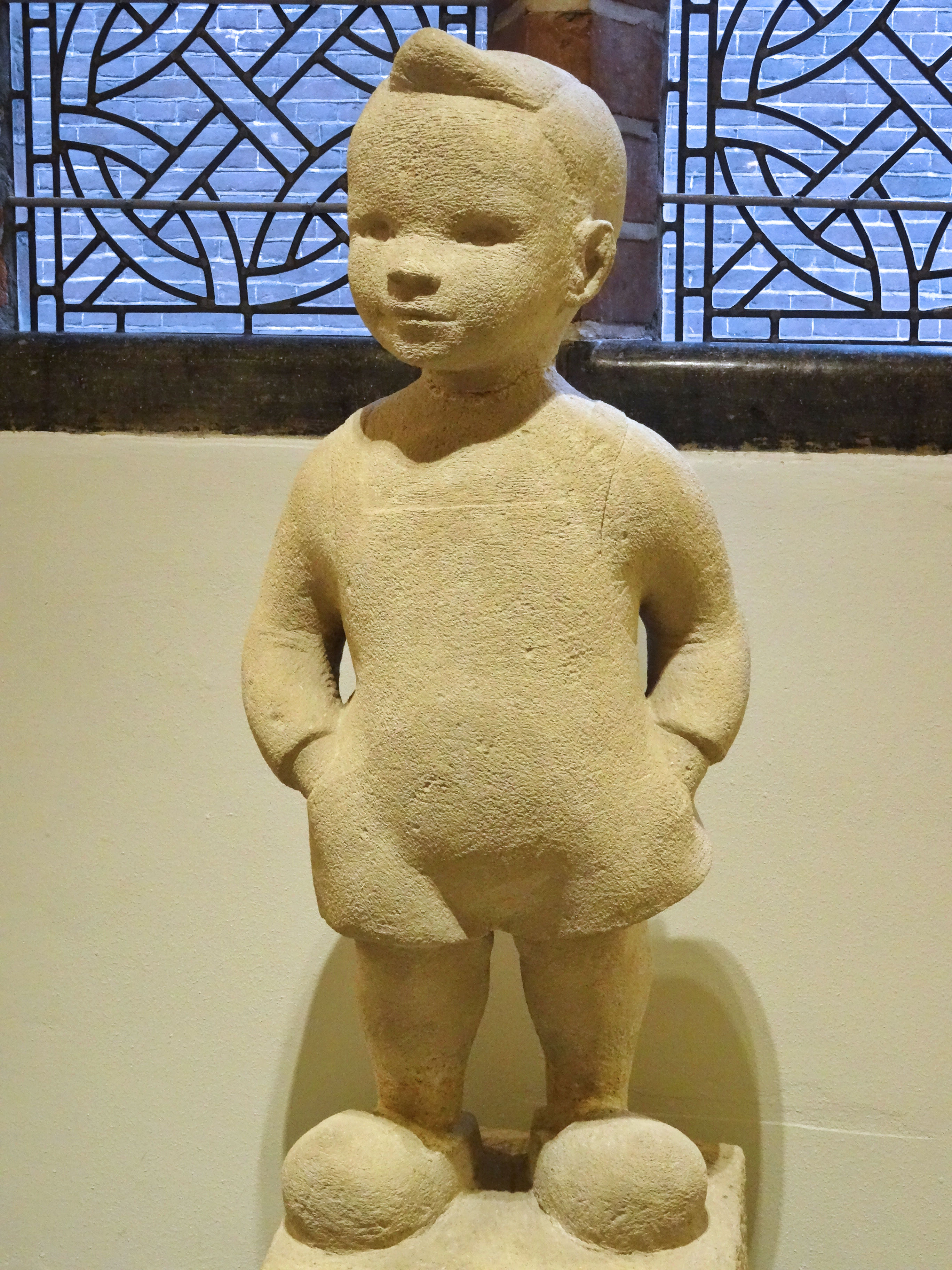
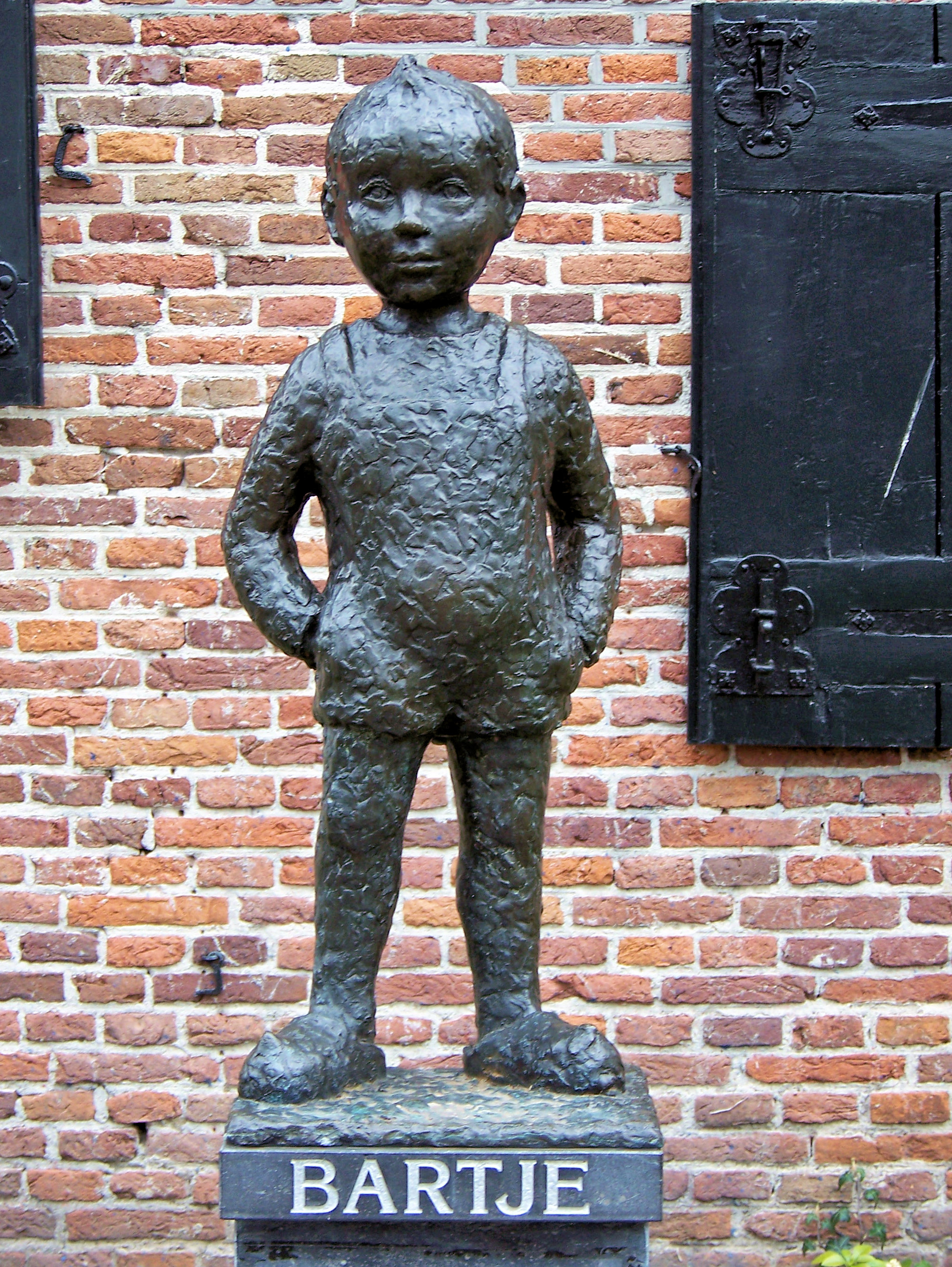

Suze Berkhout wollte Zeichnerin werden, machte aber zunächst eine Ausbildung zur Entbindungsschwester, bevor sie im Anschluss das Instituut voor Kunstnijverheidsonderwijs (die spätere Gerrit Rietveld Academie) in Amsterdam bei Barend Jordens und Ben Guntenaar besuchte. Auf Vermittlung des Bürgermeisters des friesischen Ooststellingwerf Gerlof Bontekoe, der ihre Arbeiten bei ihrer Abschlussprüfungsausstellung gesehen hatte, erhielt sie 1954 von der Drenthe-Gesellschaft in Assen den Auftrag für die Gestaltung der Figur des Drenther „Bartje“ aus den Büchern von Anne de Vries.
Suze Berkhout heiratete am 7. Oktober 1954 in Amsterdam den aus Leiden stammenden Kunstgeschichtsstudenten Cornelis „Kees“ Boschma (* 1927), der wie sie selbst friesische Wurzeln hatte, da seine Verwandten über Generationen hinweg Bauern in der Nähe von Sneek waren. Das Paar lebte im Amsterdamer Stadtteil Jordaan, wo 1955 Francisca, 1956 Maaike und 1958 Barbara geboren wurden. Nach der Geburt von Klaartje 1960 zog die Familie nach Den Haag, wo Kees Boschma eine Stelle beim Rijksdienst voor het Cultureel Erfgoed antrat und 1962 Tochter Dieuwke geboren wurde. 1963 wurde Boschma zum Direktor des Fries Museums in Leeuwarden ernannt.
Suze Boschma-Berkhout beteiligte sich im November 1963 in Leeuwarden an einer Ausstellung des Fries Museums, was zum Ankauf ihrer Bronzestatue Spelend meisje durch den Bürgermeister von Dokkum führte und sie auch in Friesland als figurative Bildhauerin bekannt machte. 1964 zog sie mit der Familie nach Friesland in die Spanjaardslaan in Leeuwarden und richtete hinter dem Haus ein einfaches Atelier ein. Sie arbeitete an ihren Skulpturen und hielt auch Vorträge für Frauenvereine auf dem Land. Suze Berkhout und Kees Boschma trennten sich und die Ehe wurde am 22. Juni 1977 in Amsterdam geschieden. Suze Berkhout lebte und arbeitete weiterhin in Leeuwarden bis 1989. Sie wohnte mehrere Jahre in Goutum bei Leeuwarden und zog dann nach Alphen aan den Rijn zurück. Sie starb 1997 und wurde in Leiden eingeäschert.

## Künstlerisches Schaffen
Suze Boschma-Berkhout arbeitete in einem traditionellen figurativen Stil, der nicht den modernen Strömungen folgte, die seinerzeit in Friesland aufkamen. Sie fertigte eine Vielzahl von Skulpturen, hauptsächlich Kinder- und Tierfiguren und führte monumentale Aufträge für Gemeinden in den Niederlanden und für Privatpersonen aus. Viele der Werke hatten einen Bezug zu niederländischen historischen oder literarischen Figuren, wie Bartje, Ot und Sien, Afke's tiental, Herman Gorter, Mata Hari sowie Rembrandt van Rijn und Saskia van Uylenburg. Die meisten der Statuen befinden sich in Friesland.

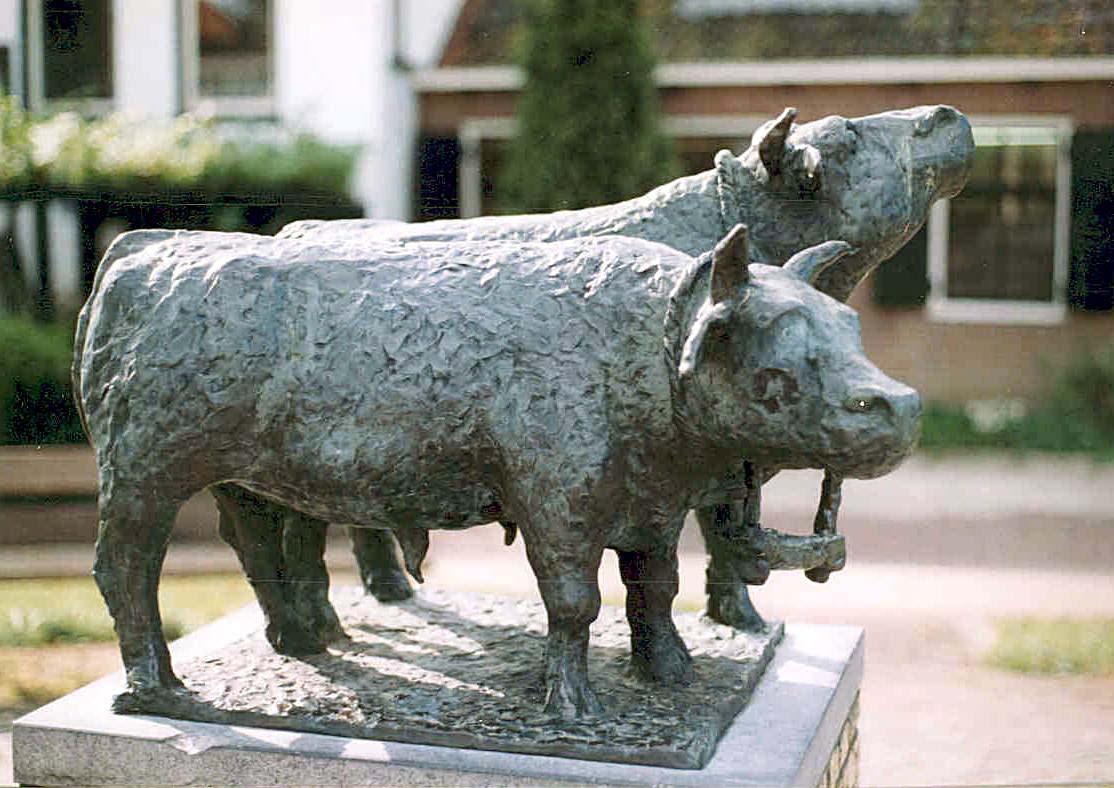
De rypster oksen
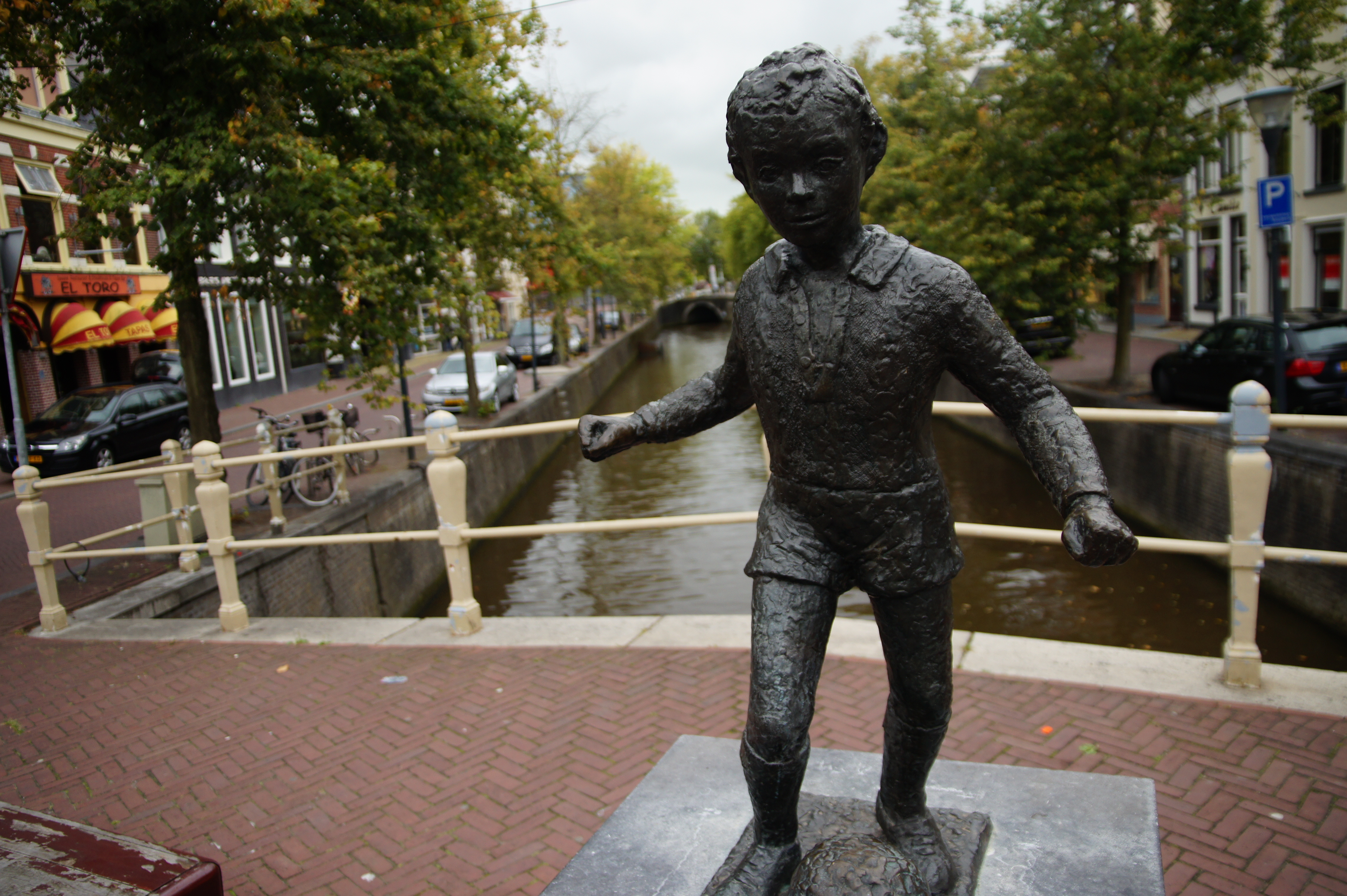
De Frisiaan
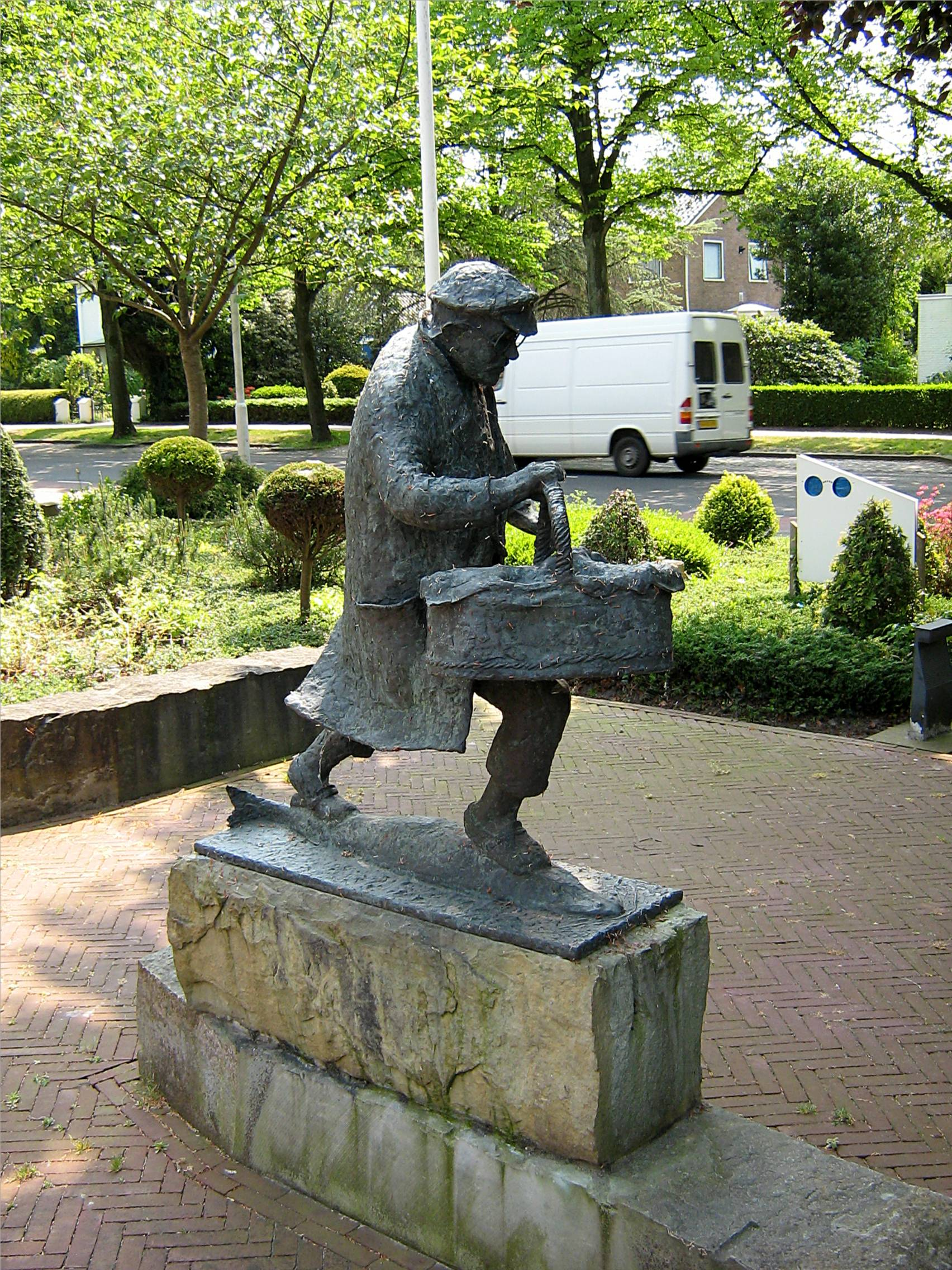
Jan Hepkes Wouda
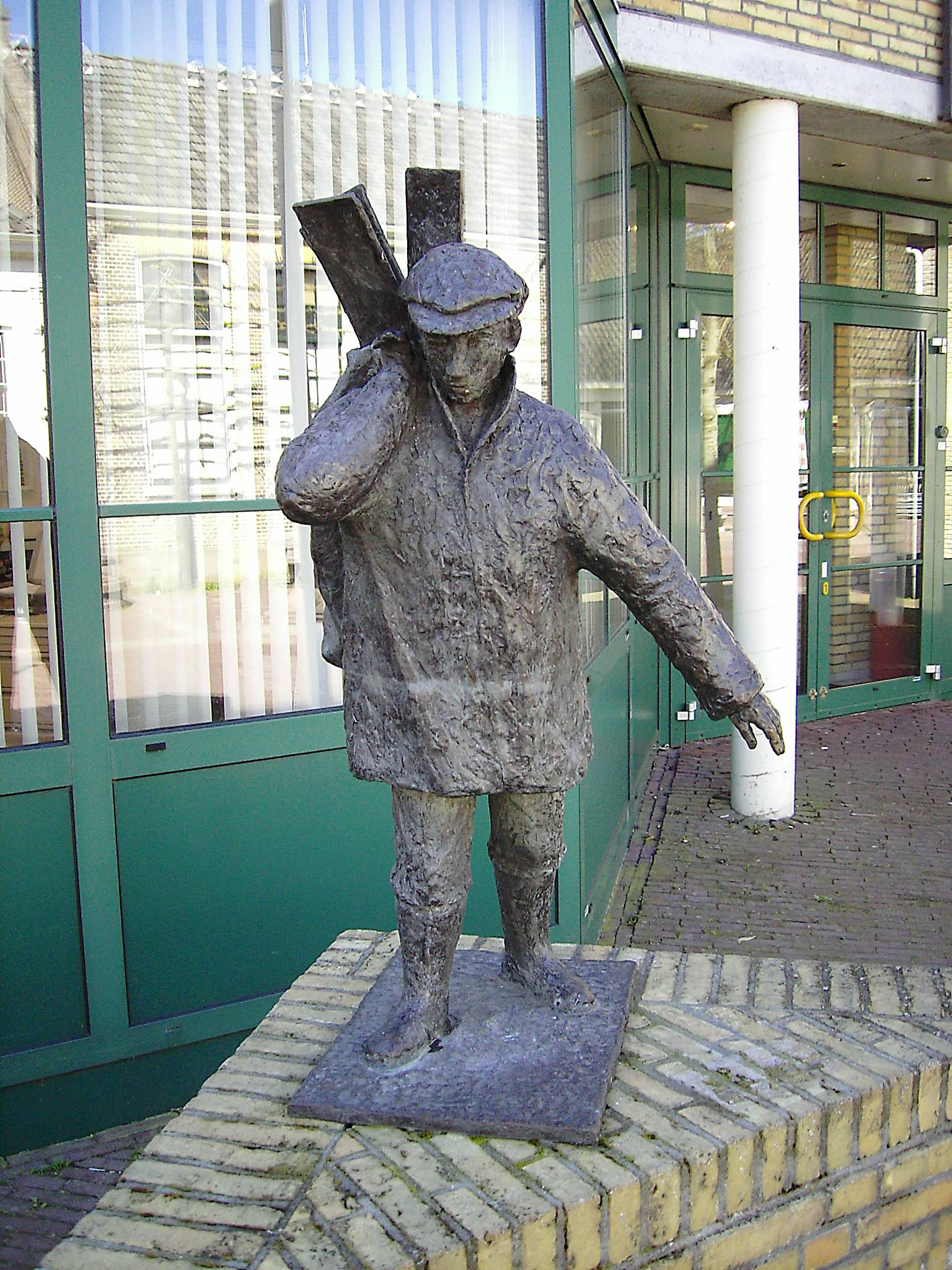
De jutter
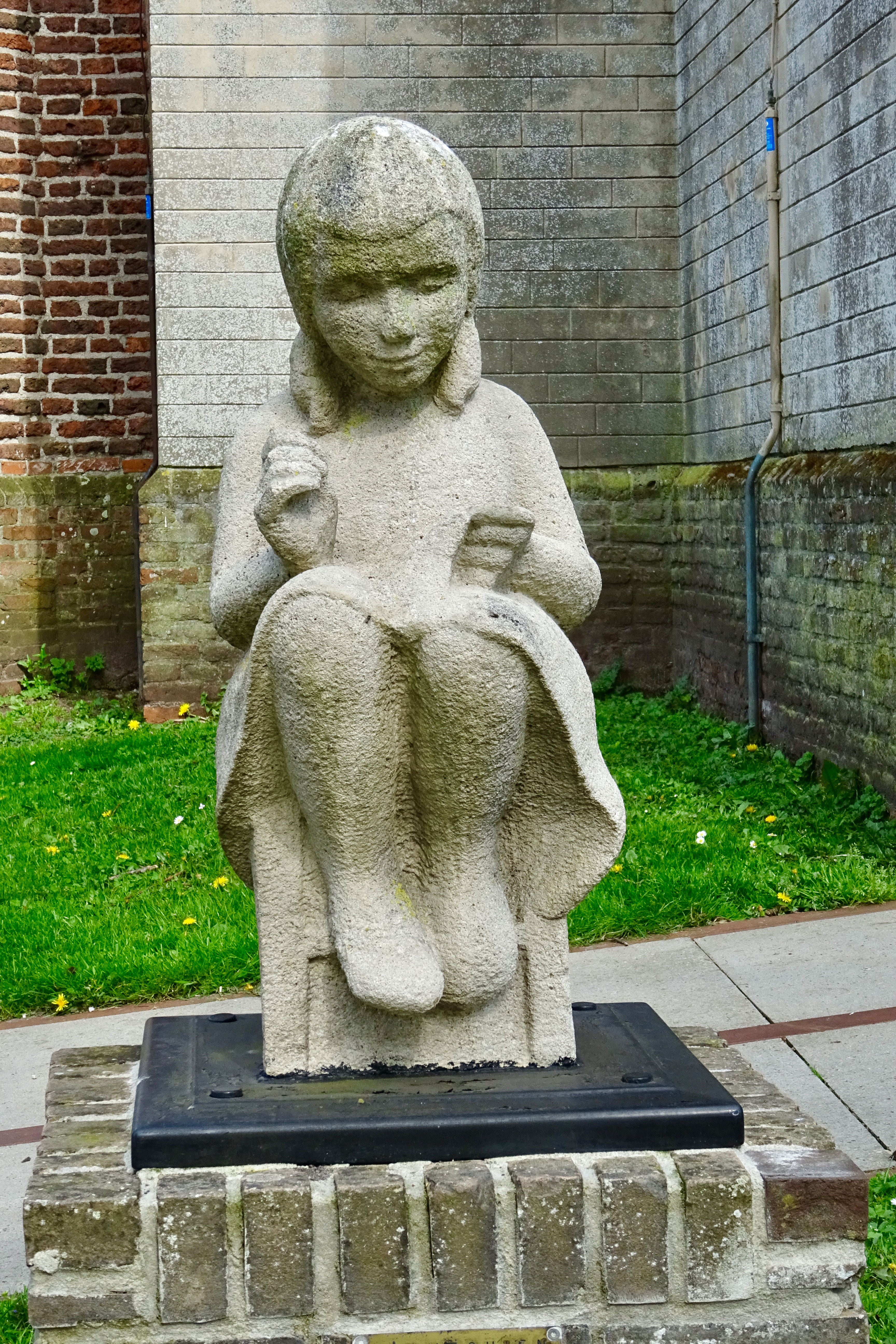
Lammechien
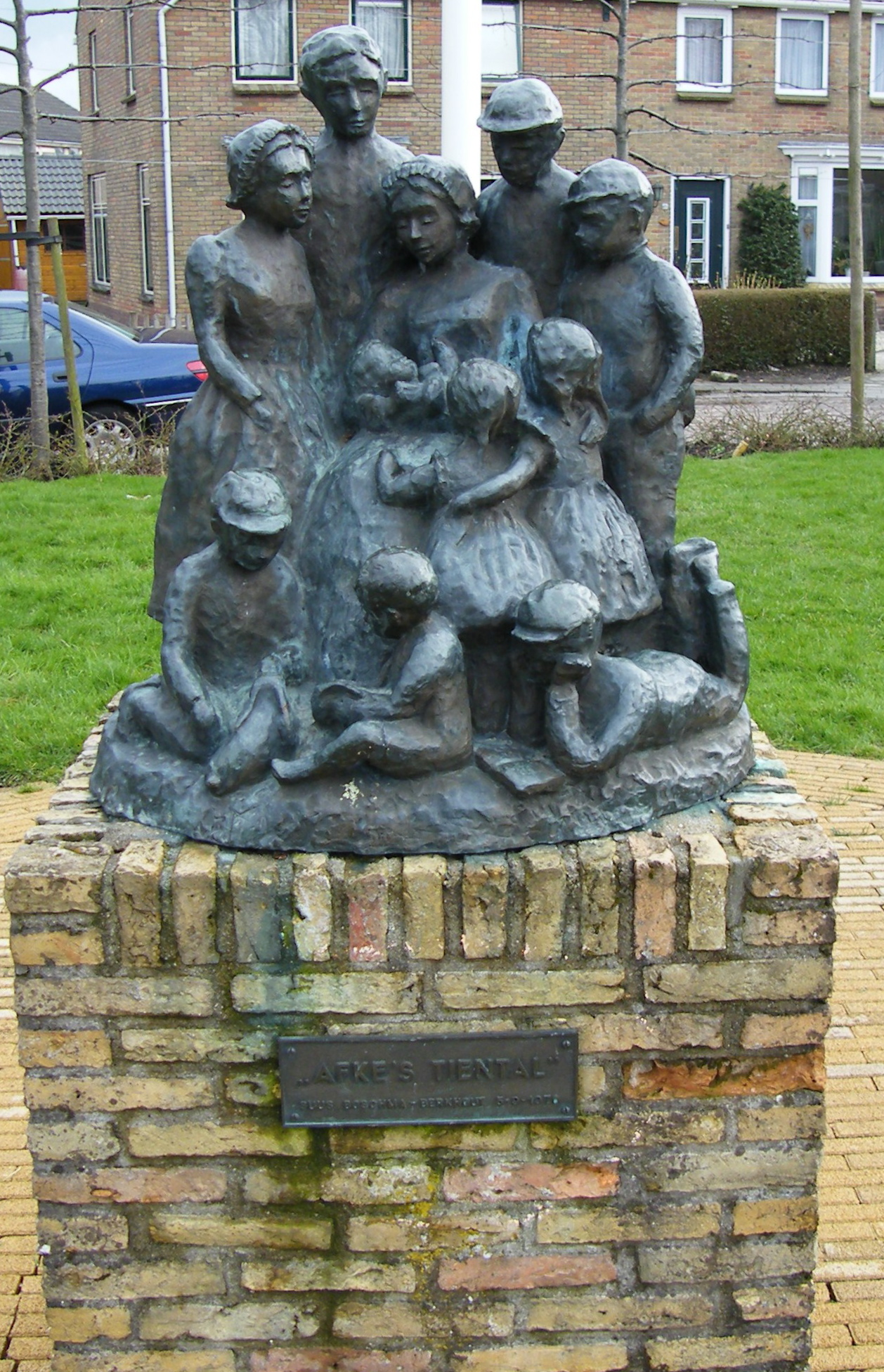
Afke's tiental
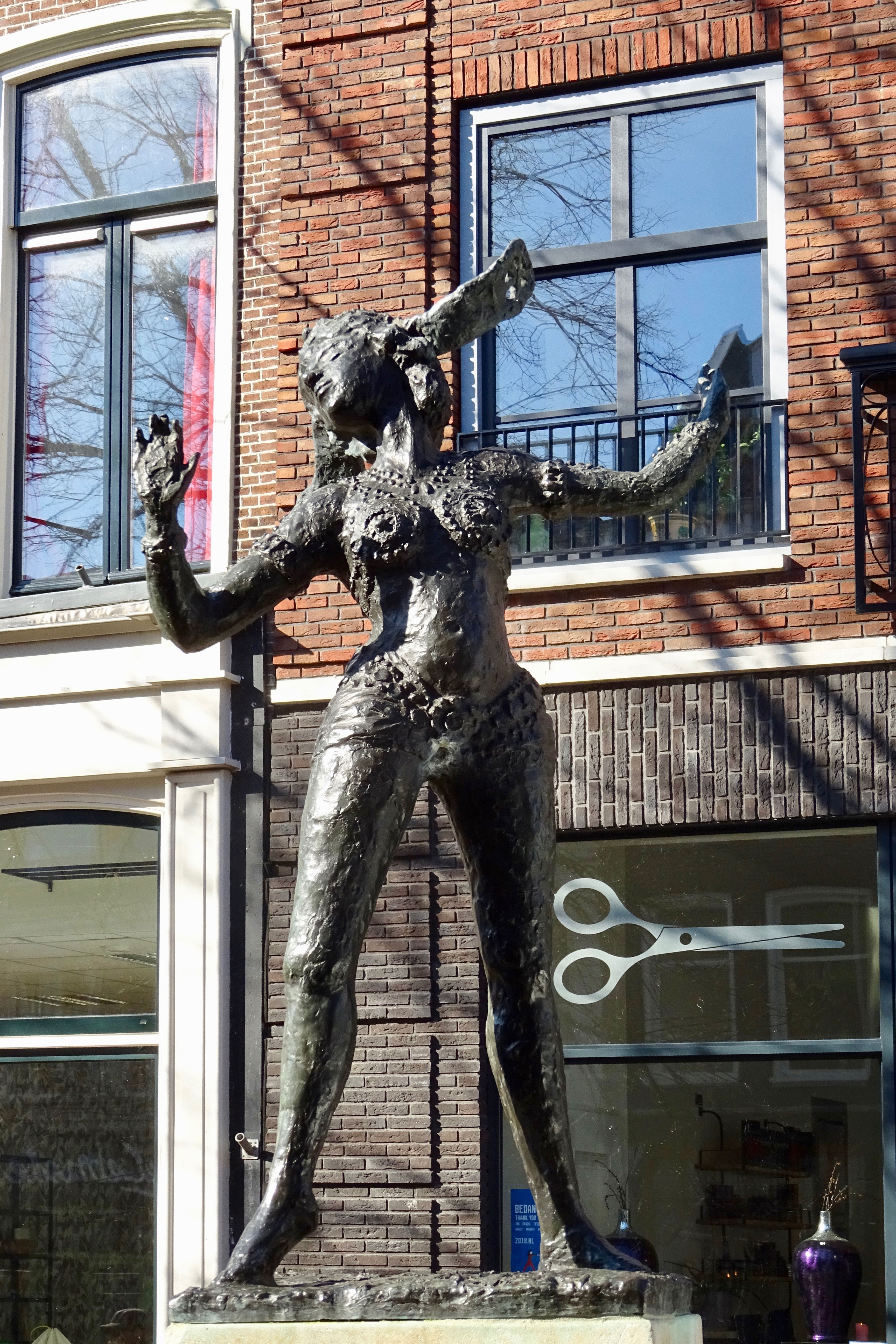
Mata Hari

Werke im öffentlichen Raum (Auswahl):
- 1954: Bartje. Figur aus dem gleichnamigen Kinderbuch von Anne de Vries. Kalksteinstatue, Assen (1982 durch eine Bronzekopie ersetzt)
- 1955: Lammechien. Figur aus dem Kinderbuch „Bartje“ von Anne de Vries. Ruinen
- 1964: Spelend meisje. Bronzestatue, Van Kleffenstraat, Dokkum
- 1965: Ot en Sien. Hauptfiguren einer Reihe niederländischer Kindergeschichten von Hindericus Scheepstra. Französischer Kalkstein, Roden, Provinz Drenthe
- 1965: Bordurend meisje. Kalksteinstatue, Ruinen 1965
- 1970: Afke's tiental. Arbeiterfamilie aus dem gleichnamigen Buch von Sjoukje Bokma de Boer. Warga, Gemeinde Leeuwarden
- 1971: It feintsje fan Menaam. Werk nach einem Liedtext von Fedde Schurer. Menaldum, Gemeinde Waadhoeke[1]
- 1973: Anton Wachter. Romanfigur von Simon Vestdijk. Voorstraat, Harlingen, Provinz Friesland
- 1976: Mata Hari. Skulptur nach der Spionin und Tänzerin Mata Hari. Leeuwarden
- 1977: Wetterhûn. Skulptur eines Friesischen Wasserhundes, des Wetterhoun. Berlikum
- 1980: Vissende kinderen. Sneek
- 1980: De rypster oksen. Skulptur von zwei Ochsen im Gespann nach dem Stadtwappen. Dronryp
- 1982: Herman Gorter. Skulptur des niederländischen Dichters Herman Gorter. Balk, Gemeinde De Fryske Marren
- 1983: De Frisiaan (auch Voetbalspelertje). Leeuwarden
- 1986: Jan Hepkes Wouda. Skulptur des gleichnamigen Geschichtenerzählers. Surhuisterveen, Gemeinde Achtkarspelen
- 1989: Rembrandt en Saskia. Skulpturengruppe des Ehepaares Rembrandt van Rijn und Saskia van Uylenburgh. Sint Annaparochie, Gemeinde Waadhoeke
- 1990: Jutter. Dorpsstraat 127, Vlieland
- 1991: De Melker. Langedijke, Gemeinde Ooststellingwerf